# Hypena probokonora
Hypena probokonora är en fjärilsart som beskrevs av Holloway 1979. Hypena probokonora ingår i släktet Hypena och familjen nattflyn. Inga underarter finns listade i Catalogue of Life.